# Josef Lada

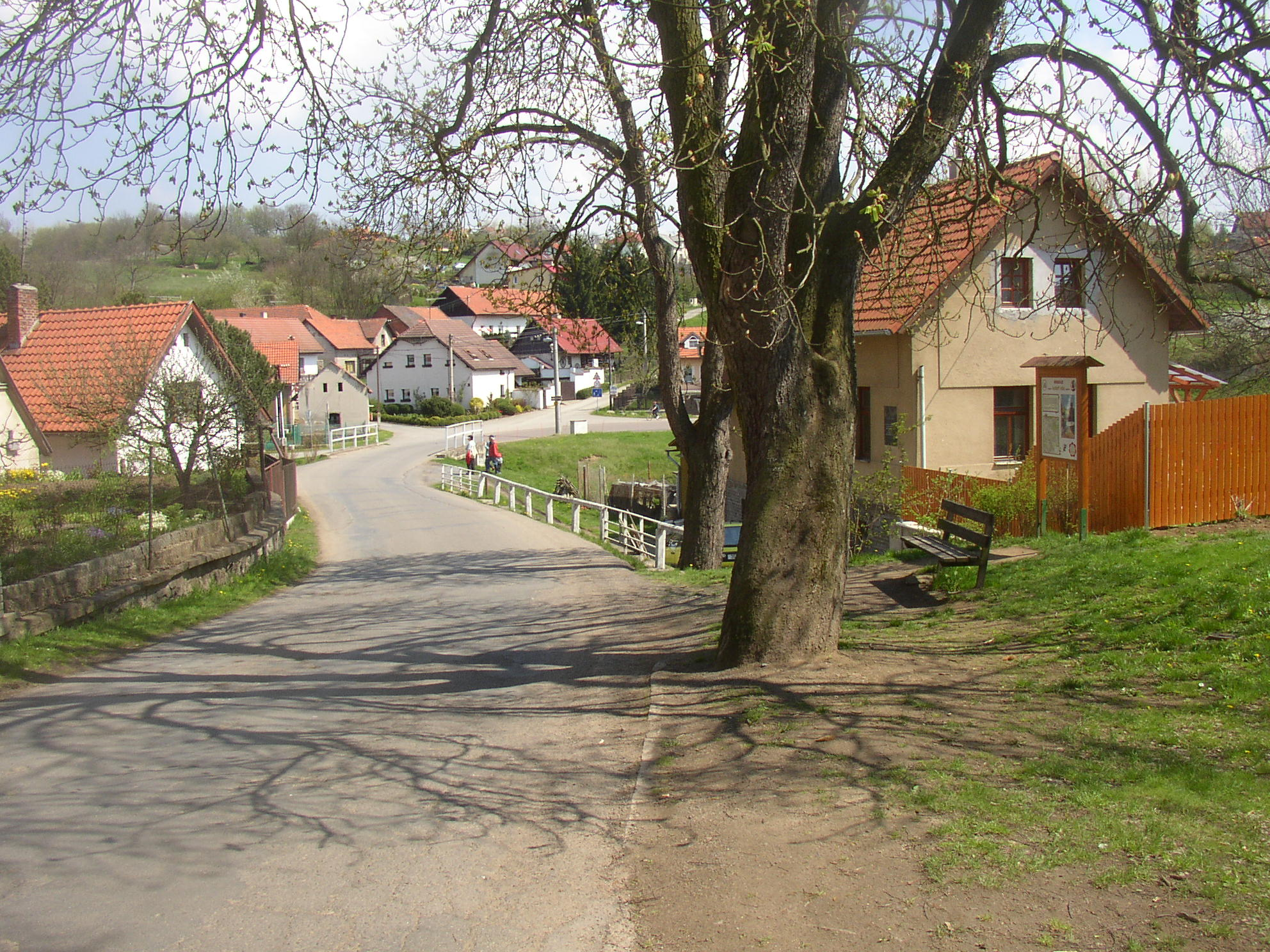
Główna ulica w Hrusicach. W miejscu domu po prawej stała do 1932 rodzinna chałupa Lady

Josef Lada (ur. 17 grudnia 1887 w Hrusicach, zm. 14 grudnia 1957 w Pradze) – czeski malarz, rysownik, karykaturzysta, ilustrator i bajkopisarz znany przede wszystkim jako twórca ilustracji do Przygód dobrego wojaka Szwejka i autor przygód kocura Mikesza. Pionier czeskiej sztuki komiksu.

## Życiorys
Urodził się jako syn szewca Hrusicach, ok. 30 km na południowy wschód od Pragi. Właśnie z rodzinnej wsi i jej okolic czerpał później wiele inspiracji do swych obrazów i bajek. Był samoukiem, z czasem rozwinął własny styl charakteryzujący się silną kreską i zaokrąglonymi postaciami. Na jego obrazy wpływ miał brak widzenia przestrzennego spowodowany tym, że od dzieciństwa nie widział na prawe oko. Z zawodu był malarzem teatralnym.
Lada napisał liczne bajki i książki dla dzieci, z których najsłynniejsze są: czterotomowa seria Kocur Mikesz (1934–1936) oraz O mądrej pani liszce (1937). Był autorem 1339 ilustracji do Przygód dobrego wojaka Szwejka, które na długie dziesięciolecia ukształtowały wizerunek głównego bohatera. Ilustrował ponadto inne książki Jaroslava Haška, Tyrolskie elegie, Króla Lávrę i Epigramy Karla Havlíčka Borovskiego, bajki Karla Jaromíra Erbena i Jana Drdy i inne. Tworzył scenografię i kostiumy dla praskiego Teatru Narodowego, a także był scenografem filmu Igraszki z diabłem (1956) powstałego na podstawie sztuki Jana Drdy pod tym samym tytułem.
Lada – wraz z Karlem Čapkiem, Vítězslavem Nezvalem i Vladislavem Vančurą – jest uważany za współtwórcę tzw. „bajki nowoczesnej” w literaturze czeskiej i za swoje dzieła został w 1947 uhonorowany tytułem artysty narodowego. W dziedzinie sztuk plastycznych stworzył w sumie przez całe życie blisko 400 obrazów i około 15 000 ilustracji. Zainspirowały one Jaroslava Seiferta do wydania tomiku wierszy Chłopiec i gwiazdy (1956), które są właściwie artystycznym komentarzem do najsławniejszych dzieł Lady.
Był żonaty z Haną Ladovą z d. Budějicką, z którą miał dwie córki – Alenę (1925–1992) i Evę (1928–1945). Alena również została malarką i ilustratorką, a w 1963 wydała poświęconą swemu ojcu książkę Mój tata Józef.
Hrusice i siedemnaście innych wsi w okolicy w celu promowania swych walorów turystycznych założyły w 2000 mikroregion Kraj Lady. W jego ramach powstały m.in. dwie trasy edukacyjne – Ścieżka kocura Mikesza i Bajkowe Hrusice.

## Obrazy (wybór)
- Bębnienie (Bubnování)
- Bójka w gospodzie (Rvačka v hospodě; 1943)
- tryptyk Czeski krajobraz (Česká krajina; 1935)
- Czeskie betlejem (Český betlém; 1920)
- Podarki Mikołaja (Mikulášská nadílka)
- Potańcówka (Tancovačka; 1929)
- Przy płomyczku (U ohníčku; 1955)
- Rodzinna chałupa (Rodná chalupa)
- Sługa trąbi (Slouha vytrubuje; 1952)
- Świąteczna gospoda (Sváteční hospoda; 1932)
- Wiosenną drogą do wsi (Jarní cestou do vsi)
- Wiosna z dziećmi (Jaro s dětmi)
- Wodnik (Vodník; 1942)
- Wodnik zimą (Hastrman v zimě; 1957)
- Zabijaczka (Zabíjačka; 1935)
- Zima na spływie (Zima na splavu; 1943)
- Zimowy krajobraz (Zimní krajina; 1944)

## Dzieła literackie

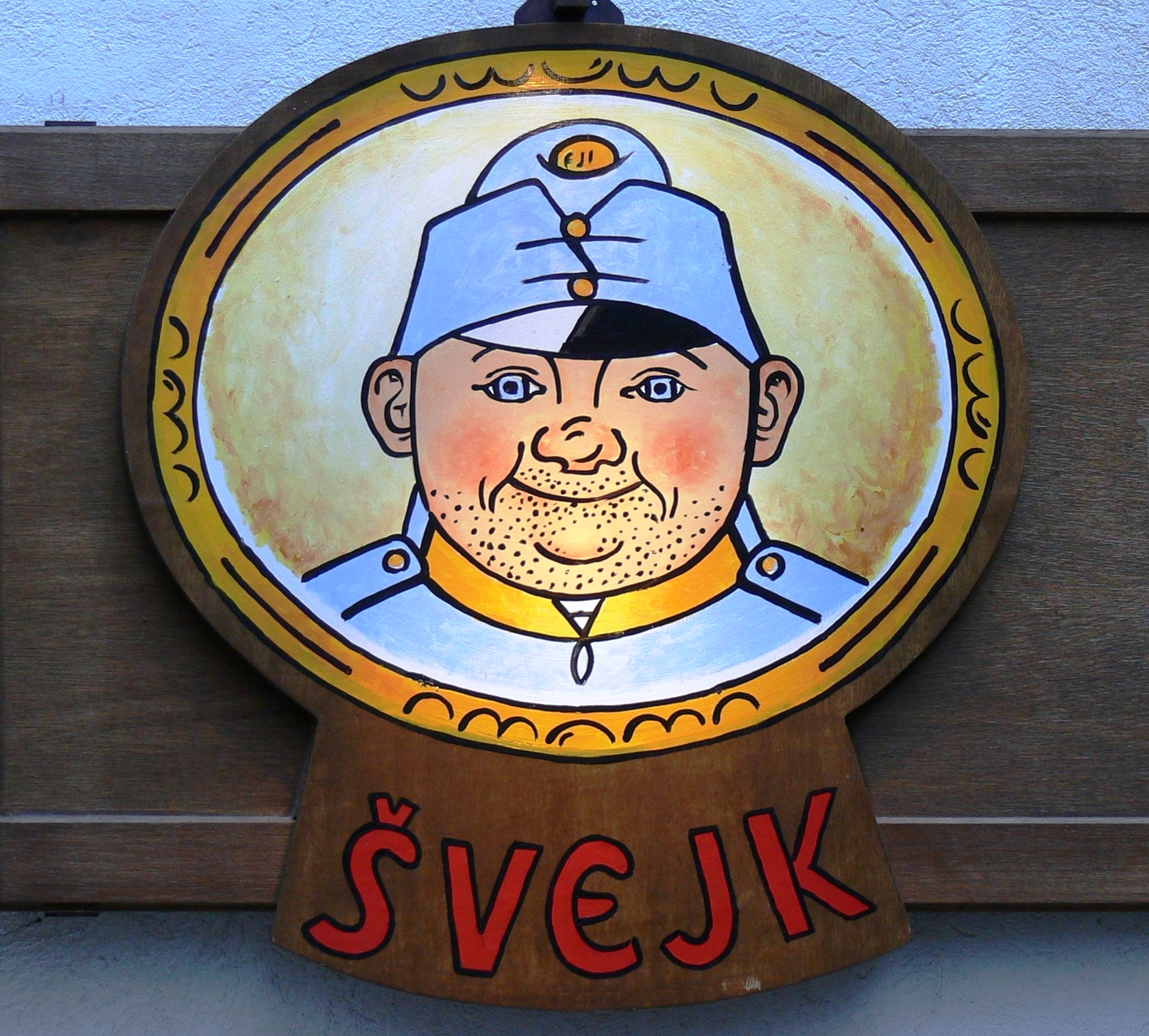
Josef Szwejk według Josefa Lady

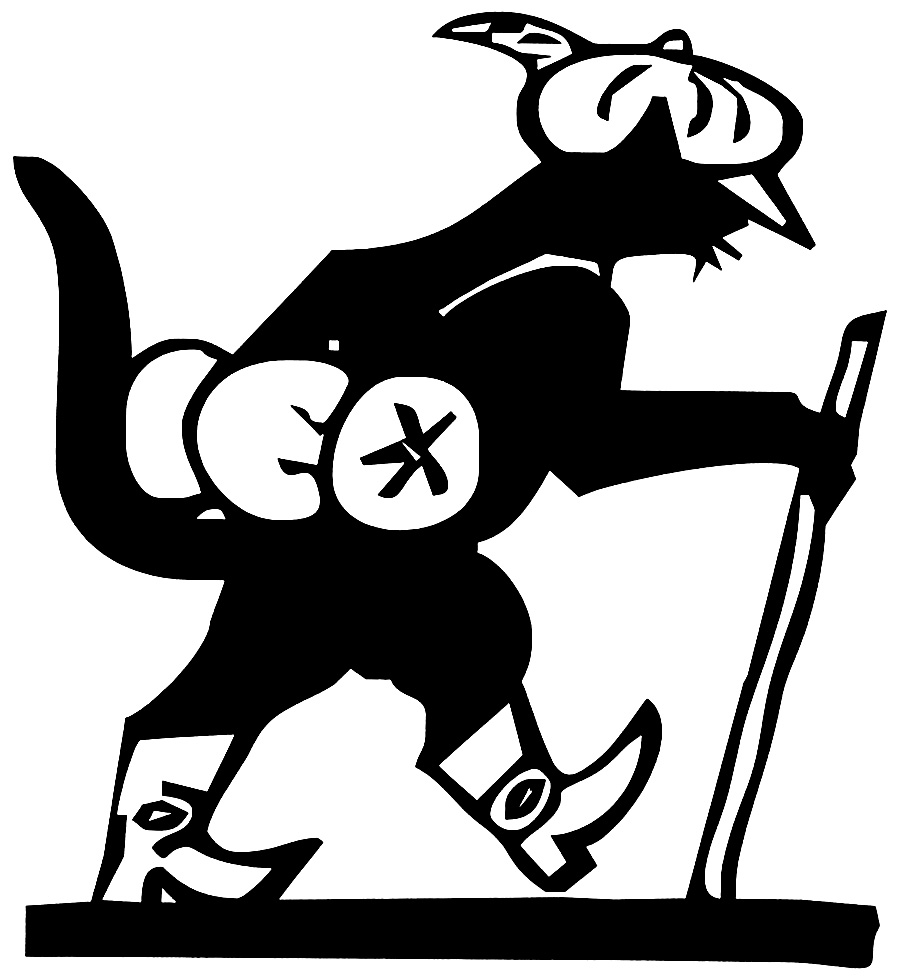
Kocur Mikesz

- 1911: Moje abecadło (Moje abeceda) – za podstawę posłużyły przysłowia ludowe, była to pierwsza kolorowa książka dla dzieci tego typu
- 1913: Kałamajka (Kalamajka); razem z Jaroslavem Haškiem
- 1917: Wesoła przyroda (Veselý přírodopis)
- 1919: Świat zwierząt (Svět zvířat)
- 1924: Ilustrowana frazeologia i przysłowia (Illustrovaná frazeologie a přísloví)
- 1925–32: Wesołe podręczniki Lady (Ladovy veselé učebnice) – cztery tomy pt. Ptaki, Ssaki, Chrząszcze i owady oraz Zwierzęta wodne
- 1929: Przygody Antka Kopacza (Dobrodružství Tondy Čutala)
- 1930: Pomiaukiwania naszego kotka (Mňoukačky naší kočky)
- 1931: Bajki Ezopa (Ezopské bajky)
- 1932: Wrzaski naszej Kaczki (Halekačky naší Kačky)
- 1934–36: Kocur Mikesz (Kocour Mikeš) – wydana w czterech tomach (O Mikeszu, Do świata, Cyrk Mikesz i Kludzki, Złoty dom) książka o mówiącym kocurku Mikeszu i jego niewiarygodnych przygodach, które przeżył sam i ze swymi przyjaciółmi, wieprzkiem Pasikiem i kozłem Bobeszem
- 1937: O mądrej pani liszce (O chytré kmotře lišce) – opowieść o mądrej lisicy, która była wychowywana wśród ludzi, nauczyła się mówić i pisać, a kiedy trafiła na wolność wsławiła się różnymi dowcipami, aż wreszcie została wzorowym gajowym
- 1937: Wzpomnienia z dzieciństwa (Vzpomínky z dětství)
- 1938: Bajki na ręby (Pohádky naruby)
- 1938: Baboki i wodniki (Bubáci a hastrmani)
- 1940: Sroki na wierzbie (Straky na vrbě) – wesołe przygody z rodzinnych Hrusic i czeskiej wsi
- 1942: Kronika mojego życia (Kronika mého života) – wspomnienia dzieciństwa autora w Hrusicach, gier z miejscowymi dziećmi, malarskich początków, trudnej podróży za sztuką oraz doświadczeń w pracy malarskiej i literackiej
- 1946: Niesforne bajki (Nezbedné pohádky)
- 1949: Wesołe rysunki Josefa Lady (Veselé kresby Josefa Lady)
- 1952: Josef Lada dzieciom (Josef Lada dětem)
- 1955: Rymowanki (Říkadla)
- 1963 (pośmiertnie): Mój przyjaciel Szwejk (Můj přítel Švejk) – powieść rysunkowa, której tekst Lada napisał jako przeróbkę Przygód dobrego wojaka Szwejka pod swoje obrazki